# Tapologo
 (octobre 2012).
Pour plus de détails, voir Fiche technique et Distribution.
Tapologo est un film documentaire hispano-sud-africain réalisé par Gabriela Gutiérrez Dewar et Sally Gutiérrez Dewar (es), sorti en 2008.

## Synopsis
À Freedom Park (af) (Rustenburg), un bidonville d’Afrique du Sud, un groupe de femmes infectées par le sida mettent en marche le réseau Tapologo. Elles apprennent à être infirmières de leur communauté et transforment la misère et la dégradation en résistance et optimisme. L’évêque Kevin Dowling (en) les aide et questionne la doctrine morale de l’Église catholique envers le sida et la sexualité dans le contexte africain.

## Fiche technique
- Réalisation : Gabriela Gutiérrez Dewar et Sally Gutiérrez Dewar (es)
- Production : Estación Central de Contenidos, S.L.
- Scénario : Gabriela Gutiérrez Dewar
- Image : Pablo Rodríguez
- Son : Pelayo Gutiérrez, Pedro Barbadillo
- Musique : Joel Assaizky
- Montage : Ana Rubio, Pablo Zumárraga
- Langue : Tswana, Anglais
- Format : Couleurs - 1,85:1 (Vistavision) -  Son Dolby numérique